# Il sogno di una estate
Il sogno di una estate (Summer Catch) è un film del 2001 diretto da Michael Tollin e interpretato da Freddie Prinze Jr. e Jessica Biel.

## Trama
Ryan Dunne, un ragazzo che ama il baseball, s'innamora di Tenley Parrish, una ragazza dalle curve mozzafiato in vacanza a Capo Cod. Tra i due nasce l'amore, ma c'è uno scoglio da superare. La famiglia della ragazza, che è ricca, ostacola la relazione perché convinta che una storia d'amore con un ragazzo di classe inferiore sia una cosa da perdenti.

## Riconoscimenti
- 2001 - The Stinkers Bad Movie Awards
  - Candidatura all'accento falso più fastidioso: maschile a Freddie Prinze Jr.